# 1072 w polityce

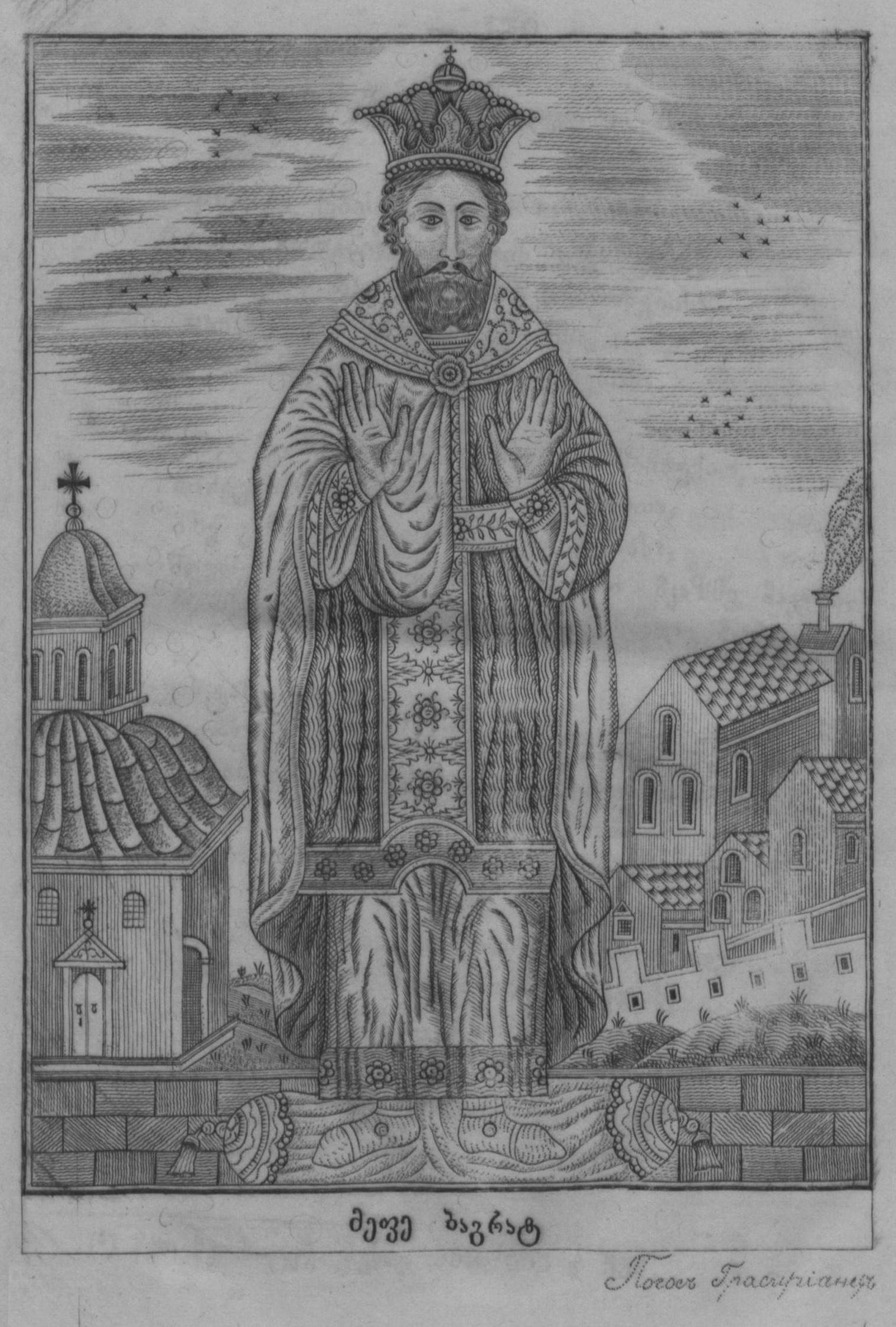
Bagrat IV

Wydarzenia polityczne w 1072 roku.

## Wydarzenia
- 29 czerwca obalony cesarz bizantyjski Roman IV Diogenes[1] został oślepiony na rozkaz Jana Dukasa.
- Alfons VI zostaje królem Kastylii i Galicii[2].

## Zmarli
- 4 sierpnia – Roman IV Diogenes[1], były cesarz bizantyjski.
- 24 listopada – Bagrat IV, król Gruzji[3].
- 15 grudnia – Alp Arslan, sułtan Turków seldżuckich, zamordowany nad Syr-Darią[4]